# Sören Alm
Sören Alm (23 de enero de 1920 - 27 de septiembre de 2016) fue un actor teatral, cinematográfico y televisivo de nacionalidad sueca.

## Biografía
Nacido en la Parroquia de Brännkyrka, en Estocolmo, Suecia, su nombre completo era Sören Bertil Alm. 
Fue conocido por su trabajo en la producción Den tänkande brevbäraren, emitida por Sveriges Radio y Sveriges Television en 1963. 
Sören Alm falleció en Gotemburgo, Suecia, en 2016. Fue enterrado en el Cementerio Västra kyrkogården de esa ciudad. Había estado casado con la actriz Doris Svedlund (1926–1985).

## Teatro
- 1948 : De vises sten, de Pär Lagerkvist, escenografía de Alf Sjöberg, Dramaten
- 1949 : Lycko-Pers resa, de August Strindberg, escenografía de Göran Gentele, Dramaten
- 1951 : La cabaña del tío Tom, de Harriet Beecher Stowe, escenografía de Carl-Henrik Fant, Dramaten
- 1952 : Harlekino och Harlekina, de Else Fisher, escenografía de Kurt-Olof Sundström, Dramaten
- 1961 : Mamma San, de Leonard Spigelgass, escenografía de Per Gerhard, Vasateatern[2]

## Selección de su filmografía
- 1971 : Offside (serie TV)
- 1963 : Den tänkande brevbäraren (TV)
- 1960 : Av hjärtans lust
- 1960 : H för Hem
- 1953 : Vi var några man